# Matea Elezović
Matea Elezović Brdar (Zagreb, 6. rujna 1985.) je hrvatska kazališna, filmska i televizijska glumica.

## Životopis
Kćer je pisca Matka Elezovića i glumice Jadranke Elezović.

## Filmografija

### Televizijske uloge
- "Ruža vjetrova" kao Ana Antolović-Matošić (2011. – 2012.)
- "Kud puklo da puklo" kao Eni (2016.)
- "Blago nama" kao Francuskinja (2021.)

### Filmske uloge
- "Neke druge priče" kao gošća na tulumu #2 (segment "Hrvatska priča") (2010.)
- "Mrak" kao Sabina (2011.)
- "Anka" kao časna sestra #1 (2017.)

## Vanjske poveznice
- Matea Elezović u internetskoj bazi filmova IMDb-u (engl.)